# Theodorus Niemeijer

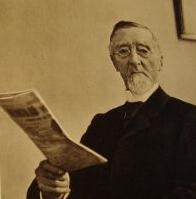
Theodorus Niemeijer

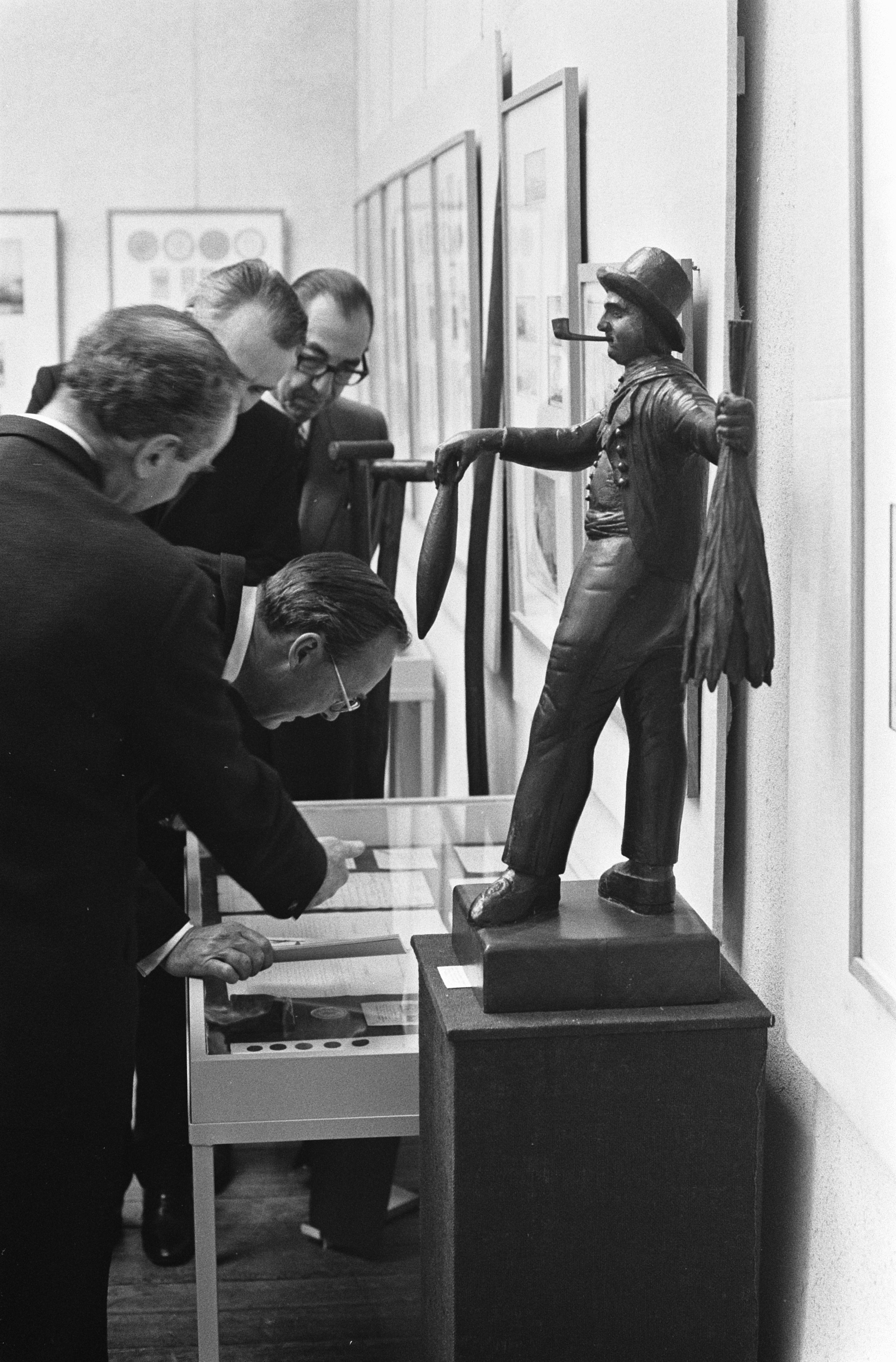
Prins Bernhard bekijkt de tentoonstelling 150 jaar firma Theodorus Niemeyer, 1969

Theodorus Niemeijer (Groningen, 27 juni 1822 – aldaar, 12 augustus 1910) was een Gronings koopman en tabaksfabrikant. 
In 1848 nam hij de tabakshandel "Het wapen van Rotterdam" van zijn vader over en begon hij met het produceren van meerdere soorten tabak. In de krant stond deze overname vermeld waarin hij plechtig stelt: "belovende in alles eene zuinige en solide behandeling". 
De verkoop van koloniale waren was een lucratieve bezigheid in de stad. Rond het midden van de 19e eeuw telde Groningen maar liefst 28 tabaksfabrikanten. In de twintigste eeuw zou Niemeijer -inmiddels gespeld als Niemeyer - meerdere van die bedrijven overnemen. Hij wordt dan ook gezien als de oprichter van het latere internationale bedrijf Koninklijke Theodorus Niemeyer BV. Niemeijer echter was directeur van 1848 tot 1893. Zijn zoon Albert Willem werd zijn opvolger en hij besloot het bedrijf onder de naam van zijn vader voort te zetten.
Theodorus Niemeijer is begraven op de begraafplaats Moscowa in Arnhem.